# Kamienica przy ulicy Kalwaryjskiej 5 w Krakowie
Kamienica przy ulicy Kalwaryjskiej 5 – zabytkowa kamienica znajdująca się w Krakowie, w dzielnicy XIII przy ulicy Kalwaryjskiej, w Podgórzu.
Kamienica została wzniesiona w 1910 roku, według projektu architektów Jana Wilczyńskiego oraz Alfreda Kramarskiego.
3 lipca 1989 kamienica została wpisana do rejestru zabytków. Znajduje się także w gminnej ewidencji zabytków.